# I Love Money (singolo)
I Love Money è il singolo di debutto della cantante statunitense Chanel West Coast, pubblicato il 1º maggio 2013 come primo estratto dall'album in studio Now You Know. È stato scritto e prodotto da Richard Velonskis (Rich Skillz).

## Video musicale
Il video musicale è stato reso disponibile in concomitanza con l'uscita del brano.

## Tracce
1. I Love Money – 3:31